# Čakovec
Čakovec é uma cidade localizada na parte norte da Croácia. Localizada na parte central do condado de Međimurje, é a maior das suas três cidades e encontra-se entre os rios Mura e Drava.
É também conhecida por seus vinhedos, agricultura e áreas para a prática da caça. Em 2001, era a segunda cidade mais povoada da Croácia .